# Wyoming Highway 11
Der Wyoming Highway 11 (kurz: WYO 11) ist eine 17,61 km lange State Route im US-Bundesstaat Wyoming, die in Nordost-Südwest Richtung im Albany County verläuft. Die Straße ist auch als Albany Road bekannt.

## Streckenverlauf
Der Wyoming Highway 11 beginnt im Ort Albany in den Medicine Bow Mountains und verläuft nach Nordosten durch das Tal des Little Laramie River, bis er nach 17,61 km nördlich des Sheep Mountain zwischen Laramie und Centennial auf den Wyoming Highway 130 trifft. Die gesamte Route befindet sich im Albany County.

## Belege
1. ↑  AARoads: Wyoming State Route Log: 1 through 99. Abgerufen am 17. September 2021 (amerikanisches Englisch).